# Karl Theodor Gaedertz

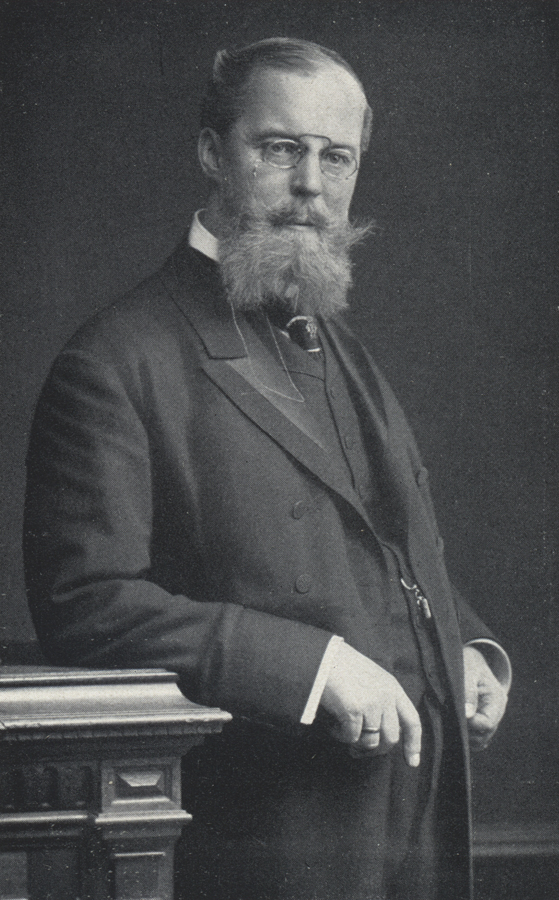
Karl Theodor Gaedertz

Karl Theodor Gaedertz (* 8. Januar 1855 in Lübeck; † 8. Juli 1912 in Berlin) war ein deutscher Bibliothekar, Literaturhistoriker, Schriftsteller, plattdeutscher Dichter und Übersetzer.

## Leben
Karl Theodor Gaedertz war ein Sohn des Juristen Theodor Gaedertz (1815–1903) und dessen Ehefrau Emilie Antoinette, geb. von Leesen (1833–1910), sowie ein entfernter Verwandter des Lübecker Dichters Emanuel Geibel. Er besuchte das Katharineum zu Lübeck bis zum Abitur 1876. 1876 bis 1879 studierte er in Leipzig und Berlin Germanistik und wurde in Halle 1881 mit einem Jahr Verspätung zum Dr. phil. mit einer Dissertation über den Dichter Gabriel Rollenhagen promoviert, nachdem ihm die abgabereife Dissertation in Berlin ein Jahr zuvor gestohlen worden war und er diese neu anfertigen musste.
Gaedertz war seit dem 13. Mai 1880 Beamter an der Königlichen Bibliothek in Berlin und wurde zeitweise zur Ordnung der dortigen Bibliothek ans Kultusministerium in Berlin „verborgt“. Dabei lernte Gaedertz den damaligen preußischen Kultusminister Gustav von Goßler kennen, der ihm zukünftig jahrelange dienstliche Beurlaubungen und großzügige Forschungsstipendien zu germanistischen Forschungsreisen in Deutschland und Europa (Niederlande, England, Schweden, Dänemark) zukommen ließ. Obwohl die meisten der großangelegten Forschungsprojekte von Gaedertz zur Erforschung des mittelalterlichen und frühneuzeitlichen deutschen Theaters und zur Erforschung der niederdeutschen Sprache Desiderat blieben, fand er in dieser Zeit zu seinem künftigen Forschungsobjekt, dem Werk des Dichters und Schriftstellers Fritz Reuter. 
Gaedertz war im persönlichen Auftreten sehr fordernd, egoistisch und zugleich ruhmsüchtig gesinnt. Er scheute nicht davor zurück, bei Vorgesetzten und deutschen Fürstlichkeiten Ehrungen, Beförderungen und Ordensauszeichnungen zu verlangen. Im Umgang mit den anderen Bibliothekaren der Kgl. Bibliothek zu Berlin galt er als sehr unkollegial und pflegte seinen häufigen, mitunter sehr kleinlichen Forderungen unter Umgehung aller Dienstvorgesetzten meist direkt beim Kultusminister einzureichen. Seine spätere Versetzung von Berlin an die kleine Universitätsbibliothek Greifswald glich einer notdürftig kaschierten Strafversetzung, weil sich Gaedertz in Berlin unmöglich gemacht hatte und niemand mehr mit ihm auskam. 
1900 bis 1905 war er Oberbibliothekar an der Universitätsbibliothek Greifswald und ging mittels einiger Tricks (vorgeschobene Krankheitsatteste) noch vor Ablauf der 25-jährigen Mindestzeit in Pension, wobei er anlässlich seines Übergangs in den Ruhestand um Pensionshöhe, Orden und Rangerhöhungen feilschte. In seiner Dienstzeit als preußischer Bibliothekar versuchte Gaedertz mehrfach, unter Ausnützung von Protektion und seiner guten Beziehungen zu den verschiedenen preußischen Kultusministern und zum einflussreichen Geheimrat Althoff, eine Stelle als Universitätsprofessor für Germanistik zu erlangen. Er scheiterte regelmäßig am Einspruch der germanistischen Fachwelt und an seiner fehlenden Habilitation, obgleich man ihm zugestand, dass seine Dissertation durchaus wissenschaftliche Qualität aufwies.
In seiner zweiten Lebenshälfte profilierte Gaedertz sich als bedeutendster Sammler und Publizist seiner Zeit rund um den niederdeutschen Dichter Fritz Reuter (1810–1874). Aus zeitlicher Nähe zu Reuter und seinem Familien- und Freundeskreis brachte Gaedertz eine einzigartige Sammlung und Dokumentation zu Reuters Leben und Werk zusammen. Zu seinen bleibenden Verdiensten zählt auch, dass Gaedertz zahlreiche Persönlichkeiten aus Reuters privatem Umfeld und mutmaßliche Vorbilder für verschiedene Werkfiguren aufgespürt und häufig auch vor eine Fotokamera gebracht hatte. Seine anhaltenden Bemühungen, auf Basis seiner Privatsammlung in Mecklenburg ein „Fritz-Reuter-Nationalmuseum“ zu stiften, blieben jedoch ohne Erfolg. Durch Testamentsverfügungen fielen die Sammlungen 1912 der Stadt Neubrandenburg zu und wurden in den 1920ern zum Kernbestand eines ersten Reutermuseums dort, das allerdings bei Kriegsende 1945 durch Brand in Teilen zerstört wurde. Ob und in welchem Umfang es zuvor kriegsbedingte Auslagerungen von Sammlungsbeständen gegeben hatte, ist bis heute ungeklärt. Reste der Gaedertz-Sammlung, darunter zahlreiche Autographen, Manuskripte und Fotos des Dichters, gelangten in den 1970er Jahren aus Neubrandenburg ins Fritz-Reuter-Literaturmuseum in Stavenhagen.
Zudem übersetzte Gaedertz Werke von Pierre Corneille, Jean Racine und Washington Irving aus dem Französischen bzw. Englischen.
Gaedertz war seit 1902 verheiratet mit Agnes Elisabeth Anna, geb. von Vangerow (* 1872).
Seine Schwester Magda war seit 1902 mit Arthur Kopp verheiratet, der einer seiner Berliner Kollegen war.
Mit nur 57 Jahren verstarb der kinderlos gebliebene Gaedertz 1912 in Berlin an einer Brustfellentzündung. Er wurde auf dem Alten Zwölf-Apostel-Kirchhof in Schöneberg beigesetzt. Das Grab ist nicht erhalten.

## Werke (Auswahl)
- Julklapp! Leeder und Läuschen. Mit 3 Originalgedichten von Klaus Groth, Theodor Storm und Theodor Souchay. Richter, Hamburg 1879. (Digitalisat)
- Eine Komödie. Plattdeutscher Schwank mit Gesang in einem Akt. Mit zwei Musikbeilagen. Drewitz, Berlin 1880.
- Gabriel Rollenhagen. Sein Leben und seine Werke. Beitrag zur Geschichte der deutschen Litteratur des deutschen Dramas und der niederdeutschen Dialektdichtung nebst bibliographischem Anhang. Hirzel, Leipzig 1881 (Digitalisat).
- Johann Rist als niederdeutscher Dramatiker. Leipzig 1882
- Harten Leina. Ein Speigel vör Land un Lüd. (Mit Heinrich Burmester) Kogge & Fritze, Berlin 1884.
- Das niederdeutsche Schauspiel. Zum Kulturleben Hamburgs. 2 Bände. Hofmann, Berlin 1884.

Band 1 (Digitalisat)
Band 2 (Digitalisat)
- Fritz Reuter-Gallerie. Mit Bildern von Conrad Beckmann. Verlagsanstalt für Kunst und Wissenschaft, München 1884.
- Fritz Reuter-Reliquien. Hinstorff, Wismar 1885. (Digitalisat)
- Emanuel Geibels Denkwürdigkeiten. Friedrich, Berlin 1886.
- Lustig un trurig. Plattdeutsche Gedichte. Klönne, Berlin 1886.
- Goethes Minchen. Auf Grund ungedruckter Briefe geschildert. Mit dem bisher unbekannten, von Johanna Frommann gemalten Portrait Wilhelmine Herzliebs. Müller, Bremen 1887 (Digitalisat).
- Zur Kenntnis der altenglischen Bühne nebst anderen Beiträgen zur Shakespeare-Litteratur. Müller, Bremen 1888.
- Archivalische Nachrichten über die Theaterzustände von Hildesheim, Lübeck und Lüneburg im 16. und 17. Jahrhundert. Beiträge zur deutschen Kultur- und Kirchengeschichte. Müller, Bremen 1888. (Digitalisat)
- Goethe und Maler Kolbe. Eine kunsthistorische Skizze. Müller, Bremen und Leipzig 1889. (Digitalisat)
- Fritz Reuter-Studien. Wismar 1890.
- Aus Fritz Reuters jungen und alten Tagen. Neues über des Dichters Leben und Werden. 3 Bände. Hinstorff, Wismar 1896–1897 [Zahlr. weitere Auflagen]

Band 1 (Digitalisat der 2. Aufl.)
- Fürst Bismarck und Fritz Reuter. Ein Gedenkblatt. Hinstorff, Wismar 1898.
- Was ich am Wege fand. Blätter und Bilder aus Literatur, Kunst und Leben. Leipzig 1902 (Digitalisat im Internet Archive).
- Fritz Reuter. Reclam, Leipzig 1906.
- Reuter-Kalender auf das Jahr... Band 1 (1907) bis Band 6 (1912). Weicher [1906–1910] / Dietrich, Leipzig 1906–1911.
- Erzählender Führer durch die Fritz Reuter-Ausstellung im Künstlerhause zu Berlin. Berlin 1910 (Digitalisat in der Digitalen Bibliothek Mecklenburg-Vorpommern).

## Briefe
- 9 Briefe und Karten von Karl Theodor Gaedertz an verschiedene Empfänger 1. November 1878 bis 25. Februar 1910 (im Fritz Reuter Literaturarchiv Berlin)